# The Brothers Johnson
The Brothers Johnson – amerykański zespół muzyczny składający się z braci George Lightnin Licks’ i Louis Johnson Thunder Thumbs.

## Zespół

### Skład
George (gitara/wokal) oraz Louis (gitara basowa/wokal), stworzyli zespół „Johnson Three Plus One” wraz ze starszym bratem Tonnym i ich kuzynem Alexem Weirem po ukończeniu szkoły w Los Angeles, w Kalifornii. Po staniu się profesjonalnymi muzykami, wyruszyli w trasę razem ze słynnym muzykiem R&B Bobbym Womackem oraz The Supremes. George i Louis Johnson dołączyli później do zespołu Billyego Prestona i napisali dla Niego Music in My Life oraz The Kids and Me przed odejściem z zespołu w 1973. W 1976 grali piosenkę zespołu The Beatles pt.Hey Jude do krótkometrażowego, muzycznego filmu All This and World War II.
Quincy Jones zatrudnił ich do zagrania na jego płycie Mellow Madness i nagrania czterech utworów, m.in. Is It Love That We’re Missing?  i Just a Taste of Me.
Po trasie koncertowej z rozmaitymi muzykami, takimi jak Bobby Womack czy Billy Preston, Quincy Jones po raz kolejny, zatrudnił ich na trasę koncertową po Japonii i wydał ich debiutancką płytę Look Out For #1, która trafiła na sklepowe półki w marcu 1976. Kolejna ich płyta Right On Time była wydana w maju 1977 roku i osiągnęła 13. miejsce na liście przebojów Billboard 200. Blam!! wydany roku później, w sierpniu 1978, wspiął się na 7 pozycje tejże listy.
W 1976 dwie z ich piosenek znalazły się na ścieżce dźwiękowej filmu Mother, Jugs & Speed.
Jeden z ich popularniejszych albumów Light Up The Night został wydany w marcu 1980 i wzniósł się na 5 miejsce listy przebojów Billboard 200. Była to 46 płyta na liście Top 100 LPs of 1980 w magazynie Rolling Stone. Późniejszy album pt. Winners został wydany przez ich samych w 1981 roku, ale odniósł tylko połowiczny sukces osiągając 48 miejsce w Billboard 200.
Ich najpopularniejszymi utworami są I’ll Be Good to You(Billboard Hot 100 #3 w 1976), Strawberry Letter 23(Hot 100 #5 w 1977) oraz Stomp!(Hot 100 #7 and Hot Dance Music/Club Play #1 w 1980).

## Dyskografia
| Rok  | Single - Strona A - Strona B                           | Miejsce na liście przebojów | Miejsce na liście przebojów | Miejsce na liście przebojów | Album                        | Wytwórnia | Dodatkowe informacje                                       |
| Rok  | Single - Strona A - Strona B                           | US R&B                      | US Hot 100                  | US Dance                    | Album                        | Wytwórnia | Dodatkowe informacje                                       |
| 1976 | - I'll Be Good to You - The Devil                      | #1                          | #3                          |                             | Look Out For # 1             | A&M       |                                                            |
| 1976 | - Get The Funk Out Ma Face - Tomorrow                  | #1                          | #30                         |                             | Look Out For # 1             | A&M       |                                                            |
| 1976 | - Free And Single - Thunder Thumbs And Lightnin’ Licks | #26                         | #103                        |                             | Look Out For # 1             | A&M       |                                                            |
| 1977 | - Strawberry Letter # 23 - Dancin’ And Prancin'        | #1                          | #5                          |                             | Right On Time                | A&M       |                                                            |
| 1977 | - Runnin’ For Your Lovin' - Q                          | #20                         | #107                        |                             | Right On Time                | A&M       |                                                            |
| 1977 | - Love Is - Right On Time                              | #50                         |                             |                             | Right On Time                | A&M       |                                                            |
| 1978 | - „Ride-O-Rocket” - Dancin’ And Prancin'               | #45                         | #104                        |                             | Blam!                        | A&M       |                                                            |
| 1978 | - Ain’t We Funkin’ Now - Dancin’ And Prancin'          | #45                         | #102                        |                             | Blam!                        | A&M       |                                                            |
| 1980 | - Stomp! - Let’s Swing                                 | #1                          | #7                          | #1                          | Light Up The Night           | A&M       | Let’s Swing dostępne tylko na stronie B                    |
| 1980 | - Light Up The Night - Streetwave                      | #16                         |                             |                             | - Light Up The Night - Blam! | A&M       |                                                            |
| 1980 | - Treasure - Smilin’ On Ya                             | #36                         | #73                         |                             | Light Up The Night           | A&M       |                                                            |
| 1981 | - The Real Thing - I Want You                          | #11                         | #67                         |                             | Winners                      | A&M       |                                                            |
| 1981 | - Dancin’ Free - Do It For Love                        | #51                         |                             |                             | Winners                      | A&M       |                                                            |
| 1981 | - Have You Heard The Word - I See The Light            |                             |                             |                             | Passage                      | A&M       | Nagrane wraz z zespołem Passage                            |
| 1982 | - Welcome To The Club - Echoes Of An Era               | #13                         |                             |                             | Blast!                       | A&M       | Echoes Of An Era dostępne tylko na stronie B               |
| 1982 | - I’m Giving You All Of My Love - The Real Thing       |                             |                             |                             | - Blast! - Winners           | A&M       |                                                            |
| 1984 | - You Keep Me Coming Back - Deceiver                   | #12                         | #102                        | #22                         | Out Of Control               | A&M       | Deceiver dostępne tylko na stronie B                       |
| 1985 | - Back Against The Wall - Back Against The Wall        |                             |                             |                             | Unreleased album             | Qwest     | Występuje tylko George Johnson, pod nazwą Brothers Johnson |
| 1985 | - Kinky - She’s Bad                                    |                             |                             |                             | Evolution                    | Capitol   | Występuje tylko Louis Johnson                              |
| 1988 | - Kick It To The Curb - P.O. Box 2000                  | #52                         |                             |                             | Kickin'                      | A&M       |                                                            |
| 1988 | - Party Avenue - Party Avenue                          |                             |                             |                             | Kickin'                      | A&M       |                                                            |

| Rok  | Album | Wytwónia  | Miejsce na liście przebojów | Miejsce na liście przebojów | Miejsce na liście przebojów |
| Rok  | Album | Wytwónia  | Hot 200                     | Top R&B/Hip-Hop             |                             |
| 1976 | Look Out For # 1                                                                                             | A&M       | # 9                         |                             |                             |
| 1977 | Right On Time                                                                                                | A&M       | # 13                        |                             |                             |
| 1978 | Blam! | A&M       | # 7                         |                             |                             |
| 1978 | Blam! - Specjalne wydanie: płyta ze zdjęciami - Dostępne tylko w USA oraz w Japonii podczas trasy            | A&M       |                             |                             |                             |
| 1978 | Blam! - Specjalne wydanie: wywiad radiowy                                                                    | A&M       |                             |                             |                             |
| 1980 | Light Up The Night                                                                                           | A&M       | # 5                         |                             |                             |
| 1980 | - Specjalne wydanie płyty Light Up The Night - Wydanie w bardzo wysokiej jakości, Audiofilskiej              | A&M       |                             |                             |                             |
| 1981 | Winners | A&M       | # 48                        |                             |                             |
| 1981 | Passage - Zespół składający się z Louis Johnson, Valerie Johnson i Richard Heath                             | A&M       |                             |                             |                             |
| 1982 | Blast! - Album zawierający tylko jedną stronę nowych utworów.                                                | A&M       |                             |                             |                             |
| 1984 | Out Of Control                                                                                               | A&M       | # 91                        | # 20                        |                             |
| 1985 | Evolution - Europejskie specjalne wydanie nagrane przez Louis Johnson                                        | Capitol   |                             |                             |                             |
| 1988 | Kickin' | A&M       |                             |                             |                             |
| 2004 | Strawberry Letter 23 : Live - Wydane na dwóch płytach (CD + DVD) - Oficjalna data premiery: 26 września 2004 | Cleopatra |                             |                             |                             |

## Filmografia
- 1977 – Right On Time
- 1980 – Stomp
- 1981 – The Real Thing
- 1988 – Kick It To The Curb